# Římskokatolická farnost Oldřišov
Římskokatolická farnost Oldřišov je územní společenství římských katolíků s farním kostelem Narození Panny Marie v Oldřišově.

## Kostely a kaple na území farnosti
- Kostel Narození Panny Marie v Oldřišově
- Kaple Nanebevzetí Panny Marie ve Služovicích
- Kaple svatého Jana Křtitele ve Služovicích
- Kaple Navštívení Panny Marie ve Vrbce

## Bohoslužby
| Kostel                        | Místo     | Bohoslužba                                                        | Bohoslužba                                                        | Poznámka     |
| ----------------------------- | --------- | ----------------------------------------------------------------- | ----------------------------------------------------------------- | ------------ |
| Kostel Narození Panny Marie   | Oldřišov  | neděle-10:00 sobota-17:45 pátek-17:45 čtvrtek-17:45 pondělí-17:45 | neděle-10:00 sobota-17:45 pátek-17:45 čtvrtek-17:45 pondělí-17:45 | farní kostel |
| Kaple Nanebevzetí Panny Marie | Služovice | neděle                                                            | 8.20                                                              | obecní kaple |